# Kovásznai György
Kovásznai György, (Budapest, 1934. május 15. – Budapest, 1983. június 28.) magyar festő, animációs rendező, író.
Animációs filmjeinek egyedi sajátossága a kamera alatti, kockáról kockára történő festés, rajzolás, ami a festőiségnek egy mozgó, folyamatosan változó bravúros jellegzetességet ad.

## Pályakép
Édesapja Kovásznai József, a BSZKRT tisztviselője, édesanyja, Hamvai Mária fogászasszisztens volt.
Nevelőapját a második világháború alatt ausztriai katonai szolgálatra hívták be, a család 1944 végén tért vissza Budapestre, de vagyonuktól, lakásuktól megfosztva kellett újrakezdeniük az életet. Innentől kezdve a három gyermekes család nélkülözve, szegénységben élt, kezdetben a Józsefvárosban, majd Angyalföldön.
Kovásznai már 15 éves korában elhatározta, hogy festőművész lesz. 1949-ben beiratkozott az OTI szabadiskolába, ahol tanára Szántó Piroska életre szóló hatást tett rá.
1952-ben kezdett el a Képzőművészeti Főiskola festő szakára járni, 1954-ben azonban elhagyta az iskolát, amelyre így emlékezett vissza: „Egyszerűen azért jöttem el, mert a tanárokat tehetségteleneknek, a szellemet pedig ostobának tartottam.”
Innentől bányákban dolgozott, majd 1957-ben visszatért a Képzőművészetire, ahol azonban festészetét felháborítónak, botrányosnak tartották, és még ugyanebben az évben kirúgták az intézményből.
1961-ben Nepp József animációs rendező kereste meg Kovásznait, hogy dolgozzon vele dramaturgként: ekkor írta meg az „Öcsi és a Varázsló” forgatókönyvét. A későbbiekben animációs és natúrfilmekhez, játékfilmekhez is írt forgatókönyveket.
1963: A Pannónia Filmstúdióban elkészítette első önálló animációs filmjét, A monológot. A film bemutatását nagy nehézségek árán érte el a Pannónia Filmstúdió, a Corvin moziban rendezett bemutató közönségsiker volt. Kornissal további 4 közös filmet hoztak létre: „Gitáros fiú a régi képtárban” című kísérleti animációja (1964), ami a Pannónia Filmstúdió egyetlen betiltott filmje lett.
1963-1982-ig 26 animációs filmet készített változatos technikákkal. „Reggeltől estig. Valami más.” (1967), „Egy festő naplója” (1968), „Házasodik a tücsök” (1969)...
Az első festményfilm, az Átváltozások 1964-ben készült el. Első egész estés animációs filmje, a ma is ismert Habfürdő pedig 1979-ben készült el. Ezt a filmet azonban nem fogadta közönségsiker, a kortárs művészek és a nézők is elfordultak tőle.
1983-ban érte a halál, második egész estés animációsfilmje, a francia-magyar koprodukciójú „Candide” előkészítése közben.
Kovásznai György nem csak festett, jelentős írói életművet hagyott hátra, benne önéletrajzi, filozófiai írásokkal, drámákkal.

## Filmográfia
- A monológ (Korniss Dezsővel), 1963 (12,5′)
- Tükörképek, 1965, (6,5′)
- Gitáros fiú a régi képtárban (Korniss Dezsővel), 1964 (7,5′)
- Átváltozások, 1964 (6, 5′)
- Mesék a művészet világából, 1965 (10′)
- A fény öröme, 1965 (13′)
- A Napló, 1966 (10,5′)
- A gondolat, 1966 (50”)
- Reggeltől estig (valami más) (Korniss Dezsővel), 1967 (9,5)
- Hamlet, 1967 (14, 5′)
- Ballada, 1968 (7,5′)
- Egy festő naplója (Korniss Dezsővel), 1968 (7′)
- Várakozni jó, 1969 (4,5′)
- Glória Mundi (Bélai Istvánnal), 1969 (2′)
- Házasodik a tücsök (Pásztortánc) (Korniss Dezsővel), 1969 (6,5′)
- Hullámhosszak 1970 (10′)
- Fény és árnyék (forgatókönyv: Hankiss Elemér), 1970 (11,5′)
- Város a szememen át, 1971 (10′)
- Rügyfakadás No. 3369, 1971 (18,5′)
- Kalendárium, 1972 (9,5′)
- Körúti Esték, 1972 (9′)
- Ça Ira, 1973 (10,5′)
- A 74-es nyár emléke, 1974 (10,5)
- Ez volt a divat, tévésorozat, 1976
- Rövid visszapillantás 20,5′
- A háború után 20,5′
- Csak divatosan 20,5′
- Víziók 20,5′
- Magánszámok és táncok 20,5′
- Fiatalok divatja 20,5′
- Habfürdő, egész estés animációsfilm, 1979 (79′)

Emlékfilm:
- Riportré – Kovásznai, 2010 (Rendező: Igor Lazin, Török Ferenc), 1982: YouTube

## Művei
- Szülőföld-animáció. Kalandozások Takamurával a magyar Disneylandben; Pannónia Film Vállalat, Bp., 1988 (Animációs könyvtár)